# Peptidil transferasa
El ARN ribosómico peptidil transferasa es una ribozima aminoacil transferasa (con número EC 2.3.2.12) que realiza la función esencial de los ribosomas. Se encarga de la formación de enlaces peptídicos entre aminoácidos adyacentes durante la traducción de ARN mensajero y, por tanto, la síntesis proteica. No obstante,están implicadas también en procesos no relacionados con la traducción. En bacterias, la actividad peptidil transferasa se encuentra en la subunidad 50S (componente 23S); en cambio, en eucariotas es la subunidad 60S (componente 28 S) la que lo alberga. 

## Importancia biológica
La síntesis de proteínas involucra dos eventos: la transcripción y la traducción. En el primer caso, a partir de una cadena de ADN, se forma el ARN mensajero (ARNm). La traducción viene a ser la síntesis de polipéptidos o proteínas.
Una vez obtenida la copia del mensaje genético en forma de ARNm , este ARNm va a dirigir la síntesis de proteínas en los ribosomas. Los ribosomas van a interpretar la secuencia completa de nucleótidos (codones) del ARNm como la información necesaria para la unión de aminoácidos específicos mediante enlaces peptídicos. La correspondencia entre los nucléotidos del ARNm y los aminoácidos que forman una proteína es lo que se denomina código genético.
La traducción se lleva a cabo en los ribosomas que están formados por distintos tipos de ARNr (ARN ribosomal) y proteínas. La traducción es un proceso que se da en forma muy parecida en procariotas y eucariotas. Lo primero, es activar los aminoácidos, es decir, unirlos a un ARNt (ARN de transferencia) específico, esto ocurre en el citoplasma y la cataliza la enzima aminoacil ARNt sintetasa.
El ARNt además de llevar unido el aminoácido, va a reconocer el codón del ARNm, así una vez activados los aminoácidos, va a tener lugar la síntesis de proteínas.
Durante la traducción, en la subunidad mayor del ribosoma se localiza la enzima peptidiltransferasa, que se encarga de la unión de los aminoácidos mediante enlace peptídico. En el caso de los ribosomas procariotas (bacterias), la subunidad mayor es denominada 50 S, en tanto la menor es 30 S. La enzima peptidiltransferasa se localiza en la subunidad mayor (50 S).

## Importancia clínica
Varios quimioterápicos poseen su diana en la actividad peptidil transferasa, como elemento crucial en la síntesis proteica. Dependiendo de su afinidad por ribosomas procariotas o eucariotas, se emplean en terapia antimicrobiana específica (los primeros, contra bacterias; los segundos, contra hongos, fundamentalmente)
- El cloramfenicol une el ARN ribosomal 23 S en sus residuos A2451 y A2452, inhibiendo la formación del enlace peptídico.[1] Es activo frente a un amplio espectro de microorganismos, en especial estafilococos
- Los antibióticos macrólidos parece inhibier a la peptidil transferasa durante el paso de translocación ribosomal.[2] Entre ellos se encuentran fármacos antibacterianos como la eritromicina.
- La cicloheximida es un inhibidor de la síntesis proteica en organismos eucariotas (ribosomas 60S), y es producida por la bacteria Streptomyces griseus.  Tiene un uso extendido en la investigación biomédica para inhibir la síntesis de proteínas en células eucariotas in vitro.[3]